# Александр Куштский
Александр Куштский (около 1371, Вологда—9 июня 1439) — преподобный Русской православной церкви, иеромонах, устроитель Александро-Куштской Успенской пустыни в устье реки Кушты в 40 км от Вологды. Память 9 июня по юлианскому календарю (в XX—XXI веках соответствует 22 июня по григорианскому календарю).

## Жизнеописание
Алексей в молодом возрасте пришёл в Спасо-Каменный монастырь к основателю игумену Дионисию Святогорцу, уроженцу Константинополя. Игумен принял его в послушники и назначил под руководство опытного старца. Согласно житию, игумен, провидя в Алексее будущего подвижника, сократил время иноческого искуса и через несколько месяцев постриг нового послушника в монашество с именем Александр.
Много лет прожил Александр на Каменном острове и удостоился принять сан священства.
Для возможности безмолствовать ушёл на северный берег озера и пошёл на восток.
На реке Сянжеме среди лесов и болот нашёл уединённое место и построил малую келию.
После того как к нему стали приходить люди, оставил это место и ушёл к берегам Кубенского озера.
В устье реки Кушты Александр встретил преподобного Евфимия, жившего в уединении.
Пробыв вместе с ним некоторое время, попросил уступить ему келию в обмен на другую на реке Сянжеме.
Блаженный Евфимий принял просьбу за указание Промысла Божия. Уходя на новое место, оставил свой крест в благословение Александру.
Через некоторое время Александр решил построить храм и основать обитель.
Для этого построил новую келью ближе к озеру, расчистил лес для будущей обители.
Однажды к нему пришёл старец, которого он попросил остаться на жительство.
Через пять лет пришёл второй брат.
После этого Александр пошёл в Ростов к архиепископу Дионисию — бывшему игумену с Каменного острова — для благословения на строительство. Получил благословение и необходимое для устройства обители. Построил храм в честь Успения Божией Матери.
Владевший Заозерьем князь Димитрий Васильевич из второй династии ярославских князей помог устройству обители. Его супруга княгиня Мария украсила церковь иконами и подарила Евангелие-апракос.
Перед смертью, прощаясь с Савватием и Семеоном, наказал построить храм святитлю Николаю в указанном месте. Умер 68 лет 9 июня 1439 года. Похоронен с южной стороны алтаря храма.
На месте погребения выросла рябина, плоды которой по вере приносили исцеление. 
В 1519 году при игумене Нафанаиле 26 октября обе церкви сгорели. На их месте построены новые. Многие больные, которых приводили в храм, видели преподобного Александра вместе со святителем Николаем, молящихся вместе или кадящих храм. Служба составлена около 1575 года.
Куштский монастырь в 1833 году приписан к Спасо-Каменному.
В древнем рукописном житии преподобного Александра записано 20 чудес, совершившихся при его гробе, последнее из которых произошло в 1573 году.
Мощи преподобного Александра почивают под спудом в Никольской церкви Куштского монастыря. В 1764 году монастырь был упразднен, а Никольская церковь стала приходской.
Вериги преподобного хранятся в приходском храме Святого Афанасия Александрийского в посёлке Устье (Усть-Кубинского района Вологодской области).